# Гаплогруппа HV9 (мтДНК)
Гаплогруппа HV9 — гаплогруппа митохондриальной ДНК человека.

## Субклады
- HV9
  - HV9-a
    - HV9a

  - HV9b
  - HV9c
  - HV9d
  - HV9e
  - HV9f
  - HV9g
  - HV9h
  - HV9i

## Палеогенетика

### Медный век
Вучедольская культура ?
- POP39 | SU155 U143 __ Beli Manastir-Popova zemlja __ Бели-Манастир, Осьечко-Бараньска, Хорватия __ 2859-2502 calBCE (4095±28 BP, OxA-37999) __ Ж __ HV9.[1]

### Бронзовый век
Культура колоколовидных кубков
- PRU001 | PRU001.A0101 __ Praha-Ruzyně (grave 1, feature 5097) __ Рузине, Прага, Чехия __ 2465-2299 calBC (3893±25 BP, MAMS-38482) __ Ж __ HV9.[2]

- I3604 | Obj. 278, grave 9 __ Künzing-Bruck __ Кюнцинг, Деггендорф (район), Бавария, Германия __ 2350–2250 BCE __ М __ R1b1a (R-M269) # HV9.[3]

### Железный век
Боспорское царство (крымские готы)
- KER_1 __ Гора Митридат __ Керчь, Автономная Республика Крым __ 255-413 calCE (1709±23 BP) __ М __ J-Y6240 # HV9a.[4]

Реция (германский железный век)
- STR_535 __ Straubing-Bajuwarenstraße (grave 535) __ Штраубинг, Нижняя Бавария, Германия __ 409-537 calCE (1625±19 BP) __ Ж __ HV9.[4]

Лангобарды
- SZ19 | SZO017.A0101 __ Szólád __ Шомодь (медье), Южная Трансданубия, Венгрия __ 430-562 calCE (1567±24 BP) __ Ж __ HV9c.[5]

### Средние века
Викинги
- A4565 | T16628 __ Sør-Trøndelag __ Трёнделаг, Норвегия __ 800–1050 AD __ HV9a.[6]

- VK170 | Isle-of-Man_Balladoole __ Балладул __ Арбори (деревня и приход), Остров Мэн __ 800–1000 CE __ М __ R1b1a1b1a1a1b1a (R-S3201*) # HV9b.[7]

- Коппарвик __ Висбю, Готланд, Швеция __ 900–1050 CE.[7]
  - VK53 | Gotland_Kopparsvik-161/65 __ М __ I2a1a2b1a1 (I-CTS10228) # HV9b
  - VK454 | Gotland_Kopparsvik-140 __ Ж __ HV9

Бурценланд
- M15 | MW508521 __ Feldioara / Marienburg necropolis __ Брашов (жудец), Центральный регион развития Румынии __ XII век __ Ж __ HV9a.[8]

## Публикации
2015
- Krzewińska M; Bjørnstad G; Skoglund P; Olason PI; Bill J; Götherström A; Hagelberg E. (Январь 2015). Mitochondrial DNA variation in the Viking age population of Norway. Philosophical Transactions of the Royal Society B. 370 (1660): 20130384. doi:10.1098/rstb.2013.0384. PMC 4275891. PMID 25487335.

2018
- Olalde I, Brace S, Allentoft ME; et al. (Март 2018). The Beaker phenomenon and the genomic transformation of northwest Europe. Nature. 555 (7695): 190–196. doi:10.1038/nature25738. PMC 5973796. PMID 29466337. {{cite journal}}: Явное указание et al. в: |author= (справка)Википедия:Обслуживание CS1 (множественные имена: authors list) (ссылка)
- Veeramah KR, Rott A, Groß M; et al. (Март 2018). Population genomic analysis of elongated skulls reveals extensive female-biased immigration in Early Medieval Bavaria. PNAS. 115 (13): 3494–3499. doi:10.1073/pnas.1719880115. PMC 5879695. PMID 29531040. {{cite journal}}: Явное указание et al. в: |author= (справка)Википедия:Обслуживание CS1 (множественные имена: authors list) (ссылка)
- Amorim CEG, Vai S, Posth C; et al. (Сентябрь 2018). Understanding 6th-century barbarian social organization and migration through paleogenomics. Nature Communications. 9. doi:10.1038/s41467-018-06024-4. PMC 6134036. PMID 30206220. {{cite journal}}: Явное указание et al. в: |author= (справка)Википедия:Обслуживание CS1 (множественные имена: authors list) (ссылка)

2020
- Margaryan A, Lawson DJ, Sikora M; et al. (Сентябрь 2020). Population genomics of the Viking world. Nature. 585 (7825): 390–396. doi:10.1038/s41586-020-2688-8. PMID 32939067. {{cite journal}}: Явное указание et al. в: |author= (справка)Википедия:Обслуживание CS1 (множественные имена: authors list) (ссылка)

2021
- Gînguță A; Rusu I; Mircea C; Ioniță A; Banciu HL; Kelemen B. (Март 2021). Mitochondrial DNA Profiles of Individuals from a 12th Century Necropolis in Feldioara (Transylvania). Genes (Basel). 12 (3): 436. doi:10.3390/genes12030436. PMC 8003334. PMID 33808521.{{cite journal}}:  Википедия:Обслуживание CS1 (не помеченный открытым DOI) (ссылка)
- Freilich S, Ringbauer H, Los D, Novak M, Pavičić DT, Schiffels S, Pinhasi R. (Август 2021). Reconstructing genetic histories and social organisation in Neolithic and Bronze Age Croatia. Scientific Reports. 11: 16729. doi:10.1038/s41598-021-94932-9. PMC 8373892. PMID 34408163.{{cite journal}}:  Википедия:Обслуживание CS1 (множественные имена: authors list) (ссылка)
- Papac L, Ernée M, Dobeš M; et al. (Август 2021). Dynamic changes in genomic and social structures in third millennium BCE central Europe. Science Advances. 7 (35): eabi6941. doi:10.1126/sciadv.abi6941. PMC 8386934. PMID 34433570. {{cite journal}}: Явное указание et al. в: |author= (справка)Википедия:Обслуживание CS1 (множественные имена: authors list) (ссылка)